# Hypocacculus occator
Hypocacculus occator är en skalbaggsart som beskrevs av Reichardt 1932. Hypocacculus occator ingår i släktet Hypocacculus och familjen stumpbaggar. Inga underarter finns listade i Catalogue of Life.